# Ptochophyle albidisca
Ptochophyle albidisca là một loài bướm đêm trong họ Geometridae.